# Перекрёстки (телесериал, 1994)
Перекрёстки (исп. Caminos cruzados) — мексиканский 68 серийный телесериал 1994 года телекомпании Televisa.

## Сюжет
Очаровательная Патрисия познакомилась со своим будущим женихом Сезаром Августо при не слишком романтических обстоятельствах - проезжая мимо на машине, он основательно забрызгал её грязью. Зато потом романтики в жизни девушки будет предостаточно, так же, как и страданий...

## Создатели телесериала

### В ролях
- Мариана Леви† — Патрисия Альварес Гонсало
- Ариэль Лопес Падилья — Сесар Аугусто Хименес и Сиснерос Бернистай
- Маргарита Гралия — Эмма Уллоа де Хименес у Сиснерос
- Роберто Вандер — Амбросио Хмменес у Сиснерос Валенсия
- Кармен Амескуа — Моника Валье де Гарсия
- Октавио Галиндо — Педро Альварес
- Роса Мария Бьянчи — Алисия «Лича» Фернандес де Альварес
- Хавьер Гомес — Марио Сантандер
- Одисео Бичир — Орландо Солес
- Исабель Андраде — Селия Альварес де Солес
- Эктор Крус Лара — Рейнальдо Альварес
- Норма Ласарено — Хиджи Думонт
- Тания Хельфготт — Валерия Думонт
- Арат де ла Торре — Рубен Солес
- Эдуардо Ривера — Диего Аранда
- Херардо Мургия — Мануэль Бургос Уллоа
- Марикрус Нахера — Эльса
- Дасия Аркарас — Марилу
- Лаура Форастиери — Габи Моралес
- Луис Хавьер — Леонсио Саласар
- Гастон Тусет — доктор Стив Миллер
- Мерседес Мольто — Жаклин «Жаке»
- Марта Наварро — Сильвия Маркес
- Ракель Панковски — Инес Фернандес
- Давид Ренкорет — Рафаэль Моралес Диас
- Луси Товар — Росио Наварро
- Ева Прадо — Хулия Арагон
- Монтсеррат Гальоса — Элентита Альварес
- Рехина Торне — Катия
- Рикардо Блюме — Олегарио Ногере
- Ильда Агирре — Лилия
- Моника Санчес — Лусия
- Ванесса Анхерс — Одетте
- Джанет Пинеда — Анита Валье
- Маркос Вальдес — Карлос Марчанд
- Рауль Аскенаси — Перес
- Марио Карбальидо — Хуан Эдуардо Линарес
- Ханет Руис — Сандра Эспиноса
- Паулина Ласарено† — Марисоль
- Клаудия Абрего — Дженнифер
- Барбара Корсега — Дульсе Мария
- Клара Мария Диар — Луиса Аранда
- Сурия Макгрегор — Ольга Бургос
- Эрик дель Кастильо — Роберто
- Патрисия Лукин — Лусита
- Клаудия Каньедо — Хуанита
- Карлос Эспиноса — Хосе
- Тео Тапия — Херардо
- Рикардо Вера — Рамирес
- Анита Клески — медсестра
- Роландо Валенсуэла
- Джон Кнукей
- Давид Гусман
- Ренато Мунстер
- Клаудия Кампос
- Грасиэла Эстрада
- Франсиско Фандино
- Рубен Моралес
- Марио Прудомме
- Дарвин Солано
- Нельсон Веласкес
- Элиас Рубио
- Мануэль Бенитес

### Административная группа
- оригинальный текст: Хосе Антонио де Соуса
- либретто: Сильвия Гутьеррес
- телевизионная версия: Химена Суарес, Рикардо Техеда
- музыкальная тема заставки: Te amo, Caminos Cruzados
- вокал: Мариана Леви, Дульсе
- композитор: Франко де Вита
- режиссёр-постановщик и продюсер: Эрвал Россану

## Дубляж на русский язык
На русский язык телесериал озвучен и показан на телеканале «2x2» в 1996 году. Роли озвучивали Михаил Черняк и Мария Кузнецова.